# Kaschuben

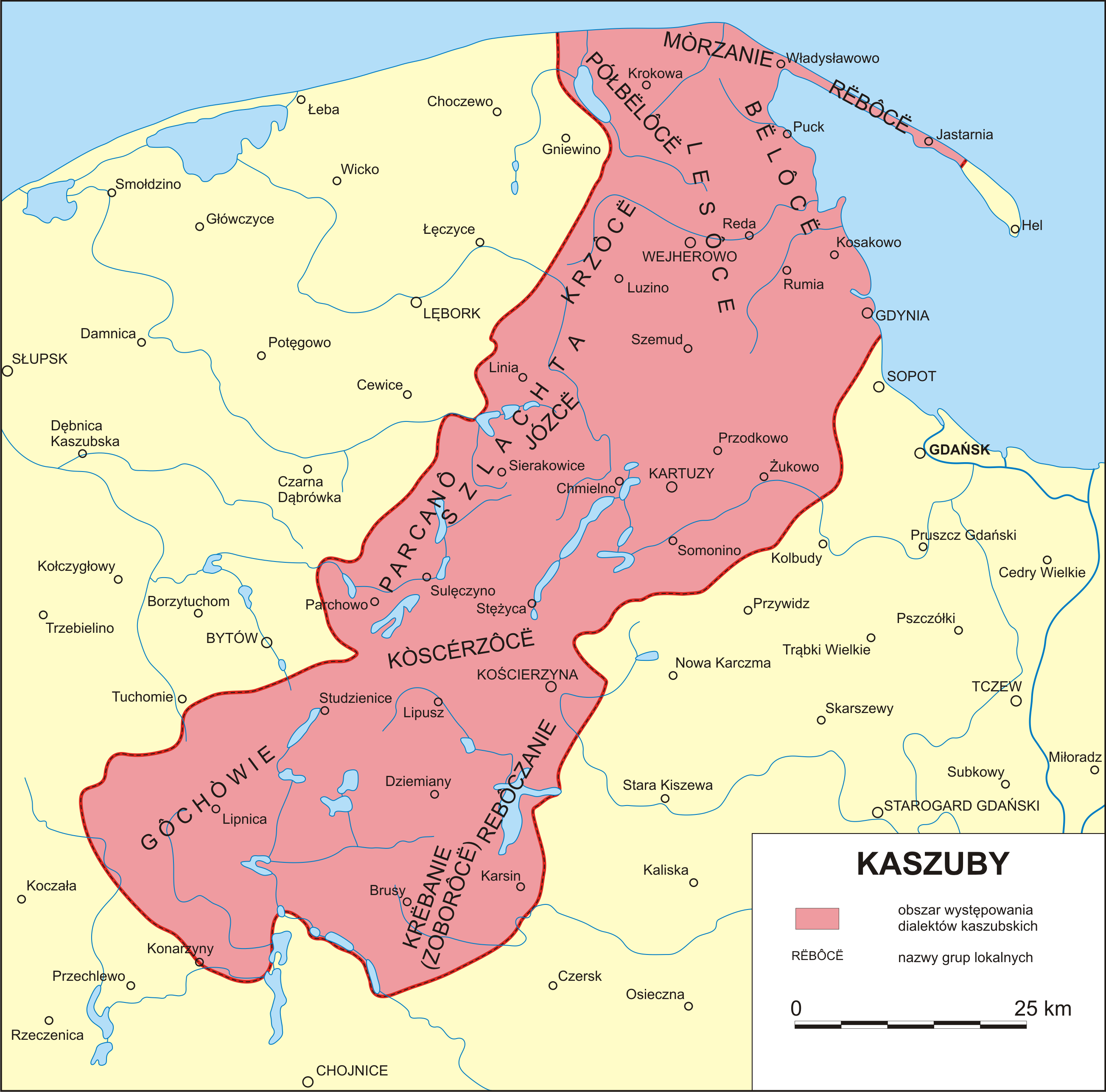
Die Kaschubei

Flagge der Kaschuben

Die Kaschuben (auch Kassuben, polnisch Kaszubi, kaschubisch Kaszëbi) sind ein westslawisches Volk, das in Polen in der Woiwodschaft Pommern (Województwo pomorskie) im Landstrich Kaschubien, auch Kaschubei genannt, lebt. Darüber hinaus sind viele sich dieser Ethnie zugehörig Fühlende in die USA, nach Kanada und nach Deutschland ausgewandert oder vereinzelt im weiteren Polen beheimatet.

## Name und Sprache
Umstritten ist der Ursprung des Namens. Eine gängige Erklärung ist, dass er sich von dem Kassub, einem Mantel, den die Kaschuben trugen, ableitet. Doch ist dies nicht gesichert. Eine Theorie besagt, dass die Bezeichnung Cassubia „mit Slavia identisch gewesen“ sei und ursprünglich „Westpommern im Gegensatz zu Ostpommern“ bezeichnet habe. Der Name sei anfangs nur im Osten für die westlicheren slawischen Länder in Gebrauch gewesen, sei dann aber von den „westlichen Pomoranen auch selber aufgenommen“ worden. Infolge der Germanisierung der slawischen Pommern und des mit ihr einhergehenden Aussterbens des Pomoranischen sei diese Bezeichnung dann nach Osten auf die letzten Reste der Ostpomoranen „gewandert“. Die kaschubische Sprache, eine westslawische Sprache aus dem lechischen Zweig, die heute nach Schätzungen von etwa 300.000 Kaschuben verstanden und von annähernd 108.000 Menschen aktiv als Umgangssprache gesprochen wird, enthält sowohl deutsche (ca. 5 %) als auch altpreußische Lehnwörter.
Zu den Kaschuben gehörte der nicht mehr existierende Volkszweig der Slowinzen, der westlich der heutigen Kaschuben siedelte. Berühmt ist die kaschubische Tracht, die zu den großen Feiertagen getragen wird.

## Geschichte

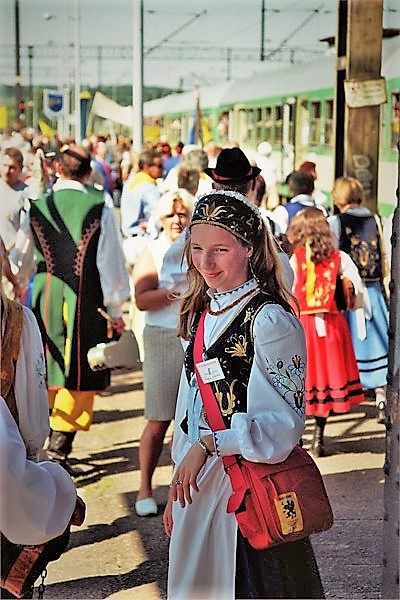
Kaschubische Festtagstracht

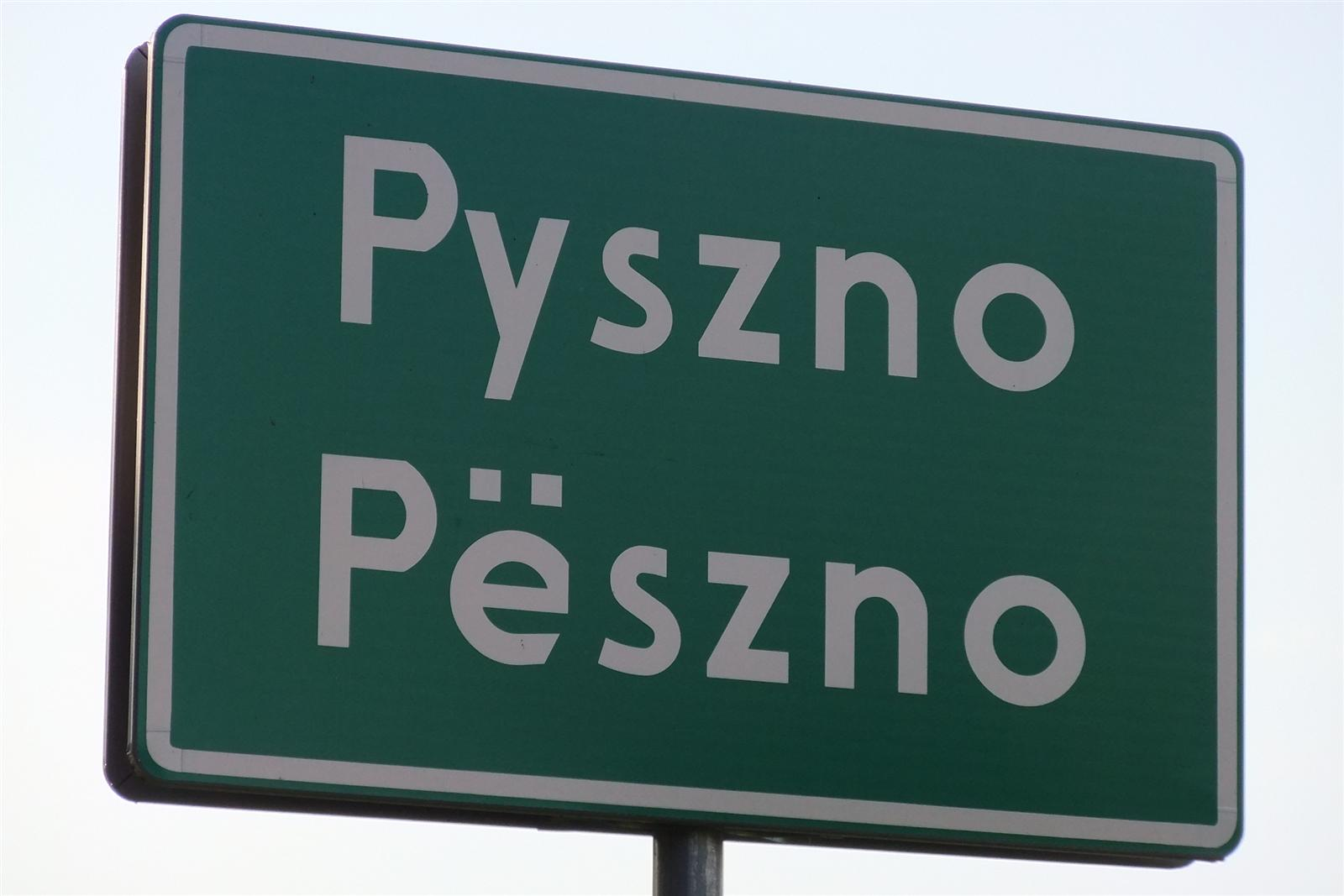
Zweisprachiges Ortsschild Polnisch/Kaschubisch

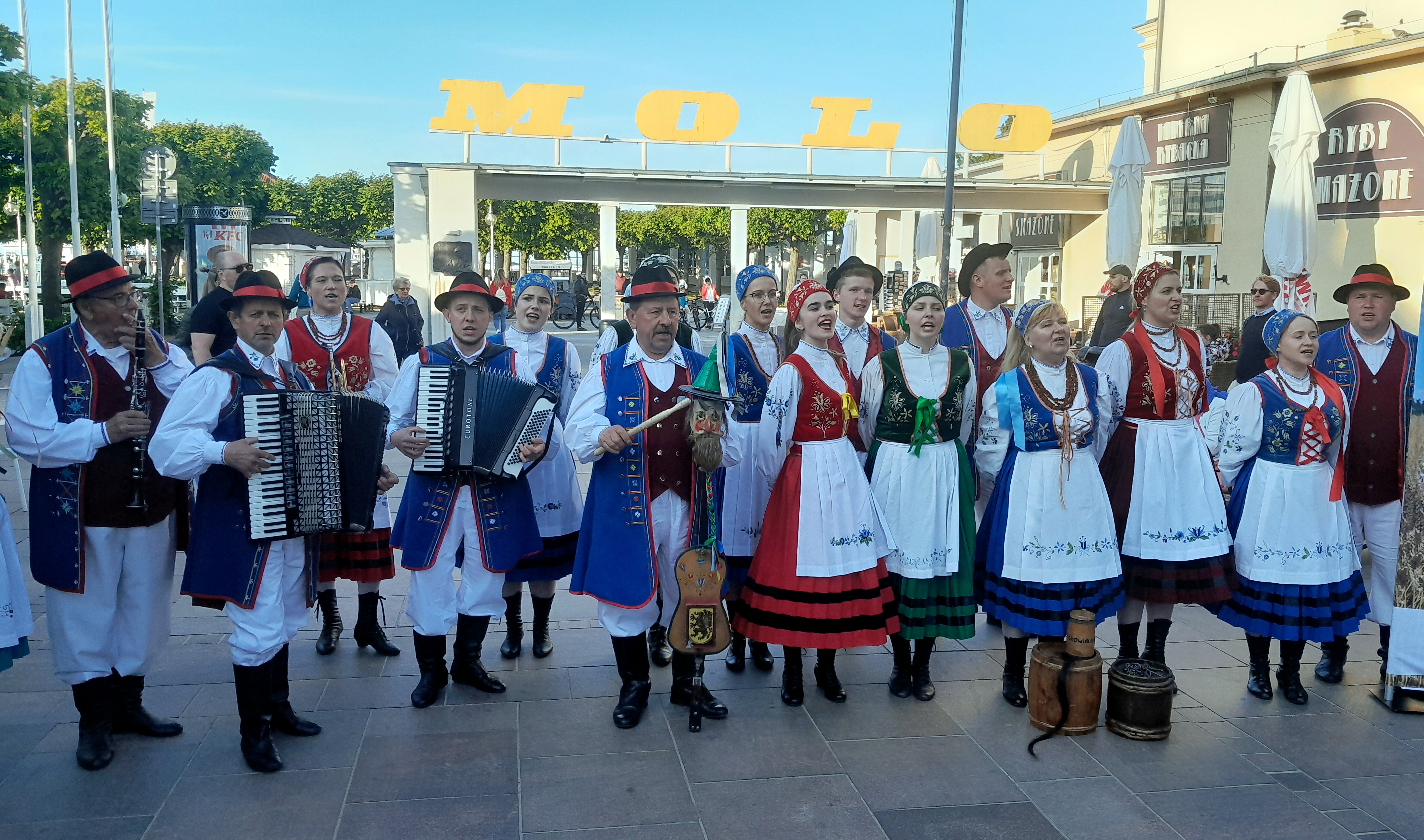
Folkloregruppe in kaschubischer Tracht

Im 13. Jahrhundert werden „Caszubitae“, also Kaschuben, in der Chronica Poloniae Maioris erwähnt. Cassubia (Kaschubei) wurde dabei nur das Land um Belgard an der Persante genannt, ein Gebiet in der späteren Provinz Pommern. Der Name ging erst im 16. Jahrhundert auch und später ausschließlich auf das Land (pomerelia, Pommerellen) und das Volk der heutigen Kaschuben über.
Die deutsche Ostsiedlung setzte in Pommern zum Ende des 12. Jahrhunderts ein, als auch das Kloster Kolbatz gegründet wurde. Langsam von West nach Ost verlaufend vergrößerte sich der Anteil der zugewanderten niederdeutschen Bevölkerung, die Kaschuben wurden zur Minderheit, doch ihre Orts- und Flurnamen sowie auch Bräuche und andere Überlieferungen wurden übernommen – ein Zeichen dafür, dass die Zuwanderer keine homogene Gruppe waren. Diese Entwicklung war in den pommerschen Herzogtümern (die seit dem 13. Jahrhundert zum Heiligen Römischen Reich gehörten) etwa im 16. Jahrhundert abgeschlossen: Der neudeutsche Stamm der Pommern war entstanden. Im östlichen Teil des kaschubischen Siedlungsgebietes kam der Zuzug dagegen zeitgleich zum Erliegen. Dieser von der Ostkolonisation schwächer erfasste Teil gehörte seit 1466 zu Polen, wo für die Fortentwicklung autarker kaschubischer Kultur bessere Bedingungen bestanden. Nachdem das Territorium in der Ersten Teilung Polens 1772 zu Preußen gekommen war, fand dort kein vergleichbarer Germanisierungs- und Vermischungsprozess mehr statt. Die katholisch gebliebenen Kaschuben im ehemaligen Preußen Königlichen Anteils vermischten sich nicht mit der mehrheitlich evangelischen deutschen Bevölkerung ihrer Region – dies im Gegensatz zu den evangelischen slowinzischsprachigen Lebakaschuben in Hinterpommern. Während im Regierungsbezirk Köslin der Provinz Pommern im Jahr 1827 noch 4.080 Kaschuben „berechnet“ wurden, zählte man in Westpreußen um 1860 aber 89.180. Im Jahr 1900 gaben in Pommern noch 310, 1910 aber 1.132 Einwohner Kaschubisch als Muttersprache an. In der Provinz Westpreußen dagegen hatte sich ihre Zahl von 1890 bis 1910 auf rund 107.000 etwa verdoppelt. Sowohl unter deutscher als auch unter polnischer Dominanz galten die Kaschuben als ländliche Minderheit. Ein „Zugang zur Welt“ mit ihren Aufstiegschancen eröffnete sich für Kaschuben nur durch die Beherrschung der jeweiligen Sprachen.

## Kultur
Die Kaschuben, die heute im Staat Polen leben, fühlen eine geschichtliche und ethnische Verbundenheit mit dem Polentum, pflegen aber ihre eigene Sprache und Tradition. Seit dem 19. Jahrhundert gibt es einerseits Kaschuben, welche die besondere Nähe der Kaschuben zu Polen und zum Polentum betonen und sich selbst eher als ethnische Gruppe bezeichnen, und andererseits (weitaus geringere) Strömungen, die im Gegensatz dazu die eigenständige kaschubische Nationalität in den Mittelpunkt rücken, was manchmal von Seiten einiger Polen als separatistische Tendenz angesehen wird. Als Beispiel für diese zwei Strömungen können zwei bedeutende kaschubische Persönlichkeiten des 19. Jahrhunderts genannt werden, die sich beide um die kaschubische Sprache und deren Entwicklung verdient gemacht haben: Während der kaschubische Schriftsteller Hieronim Derdowski (1852–1902) schrieb: „Nie ma Kaszëb bez Polonii, a bez Kaszëb Polśczi“ („Es gibt kein Kaschubien ohne Polonia, aber ohne Kaschubien Polen“), wandte sich Florian Ceynowa (1817–1881) sowohl gegen eine Germanisierung als auch gegen eine Polonisierung der Kaschuben und kritisierte die polnische Geistlichkeit und den polnischen Adel. Kaschubisch wird heute an verschiedenen Orten Kaschubiens in den Schulen gelehrt, eine eigenständige Literatur wird gefördert und vom polnischen Staat geschützt. Es gibt auch eine kaschubische Wikipedia.
Die Volkslieder und Tänze der Kaschuben werden in einem ruhigen 2/4- und 3/4-Takt aufgeführt. Frühere modale Melodieformen wurden zugunsten von Dur- und Moll-Tonleitern aufgegeben. Zwei für die Kaschuben charakteristische Musikinstrumente sind die lange Holztrompete bazuna und die Reibtrommel burczybas. Ein populärer Dichter und Sänger der 1970er Jahre war Jan Trepczyk.

## Heutige Lokalisierung

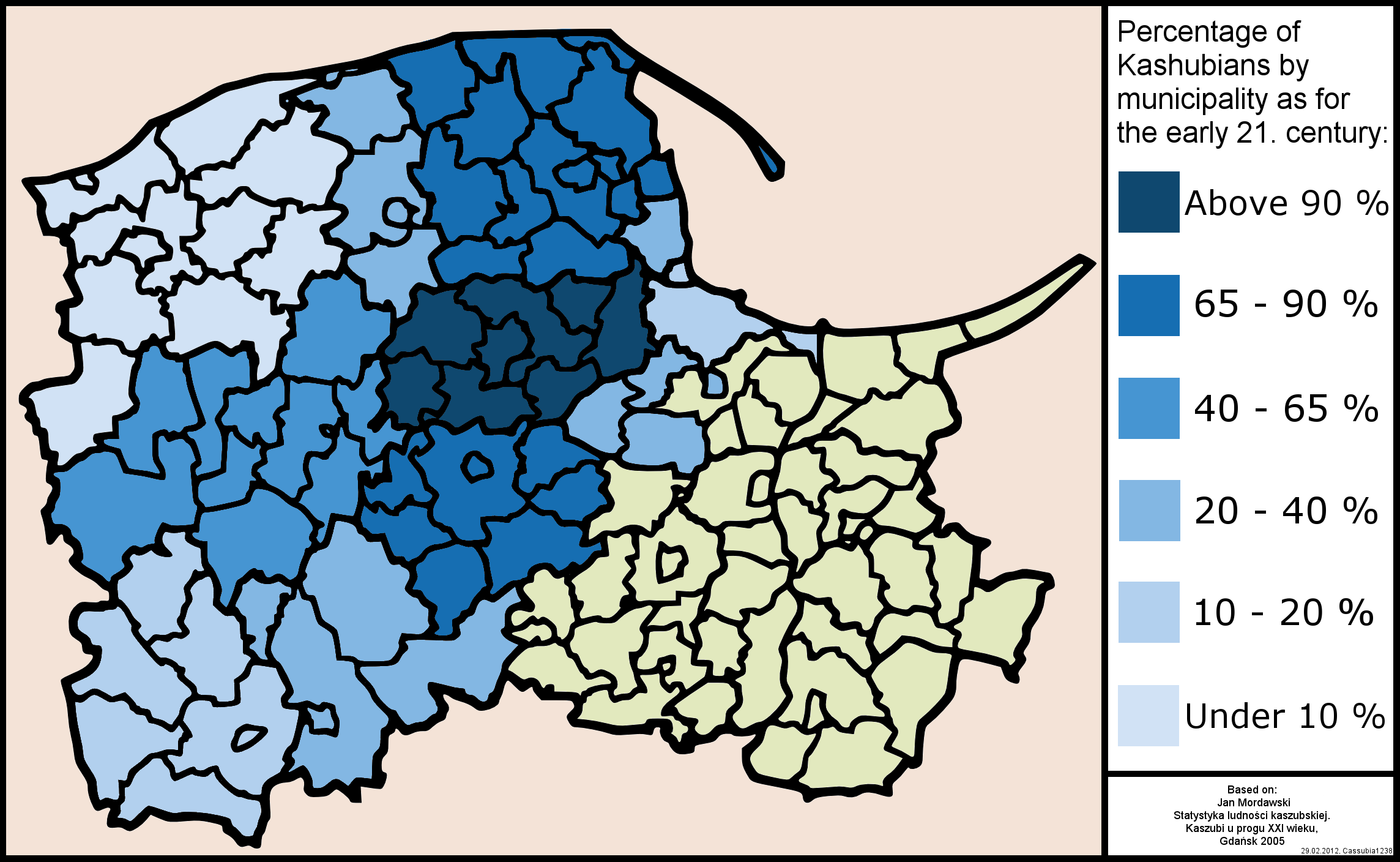
Verteilung der Kaschuben in der Woiwodschaft Pommern

Die Kaschuben bewohnen die Gebiete um Puck (kasch. Pùck; dt. Putzig), Wejherowo (kasch. Wejrowò; dt. Neustadt i. Westpr.), Kościerzyna (kasch. Kòscérzëna; dt. Berent), Chojnice (kasch. Chònice; dt. Konitz), Bytów (kasch. Bëtowò; dt. Bütow), Kartuzy (kasch. Kartuzë; dt. Karthaus) und Gdańsk (kasch. Gduńsk; dt. Danzig). Letzteres, Gduńsk, betrachten die Kaschuben als ihre Hauptstadt, wenngleich unter den größeren Städten prozentual am meisten Kaschuben in Gdynia (kasch. Gdiniô; dt. Gdingen) wohnen.

## Personen
Zu den bekanntesten Kaschuben der Neuzeit zählen:
- Florian Ceynowa (1817–1881), Arzt, Schriftsteller, Bürgerrechtler
- Jan Trepczyk (1907–1989), Dichter, Schriftsteller und Sänger
- Gerard Labuda (1916–2010), Historiker, Mediävist
- Józef Jankowski (1910–1941), Pallottiner-Priester und seliggesprochener Märtyrer im Zweiten Weltkrieg.
- Aleksander Majkowski (1876–1938), Arzt, kaschubisch- und polnischsprachiger Schriftsteller
- Marian Mokwa (1889–1987), Maler der kaschubischen Landschaft und der Ostsee
- Danuta Stenka (* 1961), Schauspielerin
- Edmund Wnuk-Lipiński (1944–2015), polnischsprachiger Science-Fiction-Autor und Soziologe
- Dorota Masłowska (* 1983), polnischsprachige Schriftstellerin
- Donald Tusk (* 1957), polnischer Ministerpräsident seit 2023; 2014–2019 Präsident des Europäischen Rates

Teilweise kaschubische Vorfahren haben:
- Ludwig Yorck von Wartenburg (1759–1830), preußischer Generalfeldmarschall
- Paul Nipkow (1860–1940), deutscher Techniker und Erfinder
- Erich von Lewinski gen. von Manstein (1887–1973), deutscher Generalfeldmarschall
- Günter Grass (1927–2015), deutscher Schriftsteller
- Walter Hoeft (1906–1939), Priester, Gewaltopfer (Massaker von Piaśnica)
- Erich von dem Bach-Zelewski (1899–1972), SS-Obergruppenführer
- Emil von Zelewski (1854–1891), preußischer Offizier

## Film
- Die Kaschuben in Polen. Dokumentarfilm, Deutschland, 2012, 43 Min., Buch und Regie: Adama Ulrich, Produktion: fernsehbüro, Saarländischer Rundfunk, arte, Reihe: Vergessene Völker, Erstsendung: 14. Februar 2013 bei arte, Inhaltsangabe von ARD.